# Reflections on Language
Reflections on Language é um livro de linguística de 1975 em que o linguista estadunidense Noam Chomsky defende uma abordagem racionalista da natureza humana em que a capacidade humana da linguagem é vista como inata em vez de uma folha em branco sobre a qual as forças psicológicas e sociais atuariam (visão empirista). O jornal The New York Times selecionou o livro como um dos melhores do ano.